# Premio Literario Tristana
El  Premio Literario Tristana es un premio concedido a novelas del género de literatura fantástica y forma parte de los Premios Literarios del Ayuntamiento de Santander que convoca por el Día de las Letras de Santander. Comenzó a convocarse en 2002 con carácter bianual y llegó a tener una dotación de 10 000 euros en 2010. Desde 2015 pasó a ser anual debido al éxito de participación, con una dotación única al ganador de 6000 euros y la publicación en colaboración con la Editorial Menoscuarto, con una tirada inicial de 2000 ejemplares.
En 2015 se presentaron 268 novelas de las que aproximadamente la mitad procedían de Latinoamérica.

## Lista de galardonados
A continuación se recoge la relación de galardonados con este premio.
| Edición | Año  | Novela                                  | Premiado/a                    | Nacionalidad |
| ------- | ---- | --------------------------------------- | ----------------------------- | ------------ |
| I       | 2002 | Malpaís                                 | Yolanda Soler Onís            | España       |
| II      | 2004 | Desenmascarar a Kavarokios              | José María Hernández          | España       |
| III     | 2006 | La coartada del diablo                  | Manuel Moyano Ortega          | España       |
| IV      | 2008 | Memorias de un hombre de madera         | Andrés Ibáñez Segura          | España       |
| V       | 2010 | El agujero de Helmand                   | Carlos Fidalgo                | España       |
| VI      | 2012 | No sé quién eres                        | Miguel Torres López de Uralde | España       |
| VII     | 2014 | El don de la bilocación                 | José Belenguer                | España       |
| VIII    | 2015 | No habrá Dios cuando nos despertemos    | Ricardo Vigueras Fernández    | España       |
| IX      | 2016 | Le rêve (El sueño)                      | Pablo Cazaux                  | Argentina    |
| X       | 2017 | Operación Madagascar                    | Esteban José Lozano           | Argentina    |
| XI      | 2018 | Drácula. Apuntes biográficos            | Alfredo Baranda Calleja       | España       |
| XII     | 2019 | Diario de un hombre que era dos hombres | José Terradas Carrandi        | Cuba         |
| XIII    | 2020 | Tokio                                   | Enrique José Decarli          | Argentina    |
| XIV     | 2021 | No todos los cíclopes nacen ciegos      | Sol Linares                   | Venezuela    |
| XV      | 2022 | El ojo del tigre                        | Juan Simerán                  | Argentina    |
| XVI     | 2023 | Asunción                                | Mónica Chamorro               | Colombia     |
| XVII    | 2024 | U.N.I.                                  | Antonio Garber                | España       |